# Anilao

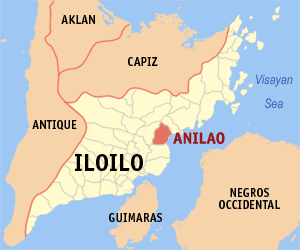
Bản đồ Iloilo với vị trí của Anilao

Anilao, Iloilo là một đô thị hạng 4 ở tỉnh Iloilo, Philippines. Theo điều tra dân số năm 2000 của Philipin, đô thị này có dân số 22.170 người trong 4.248 hộ.

## Các đơn vị hành chính
Anilao được chia ra 21 barangay.
| - Agbatuan - Badiang - Balabag - Balunos - Cag-an - Camiros - Sambag Culob - Dangula-an - Guipis - Manganese - Medina | - Mostro - Palaypay - Pantalan - Poblacion - San Carlos - San Juan Crisostomo - Santa Rita - Santo Rosario - Serallo - Vista Alegre |